# 28553 Bhupatiraju
28553 Bhupatiraju este un asteroid din centura principală de asteroizi.

## Descriere
28553 Bhupatiraju este un asteroid din centura principală de asteroizi. A fost descoperit pe 8 martie 2000 la Socorro, New Mexico, în cadrul proiectului LINEAR. Asteroidul prezintă o orbită caracterizată de o semiaxă mare de 2,21 ua, o excentricitate de 0,15 și o înclinație de 1,7° în raport cu ecliptica.